# Museo de Sitio del Centro Cultural de España en México
El Museo de Sitio CCEMx - INAH del Centro Cultural de España en México está ubicado en el Centro Histórico de la Ciudad de México.

## Historia

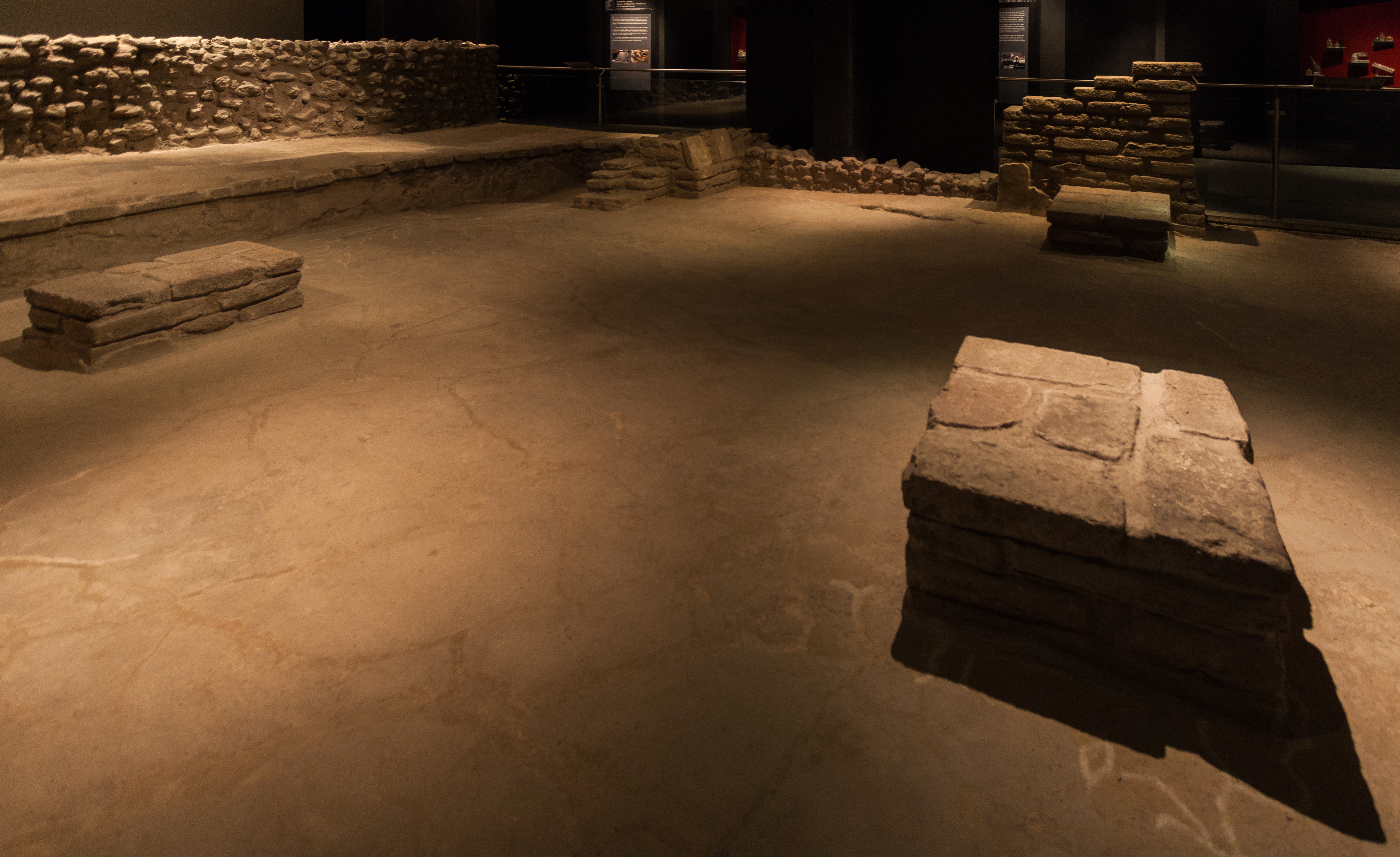
Vista parcial del museo.

En 2006, al excavar para construir los nuevos cimientos de la ampliación del Centro Cultural de España en México en el predio de la calle de Dónceles número 97, arqueólogos del Programa de Arqueología Urbana (PAU) del Instituto Nacional de Antropología e Historia (INAH) hallaron una serie de estructuras prehispánicas que corresponderían al Calmécac de México-Tenochtitlan. Al concluir esta ampliación, se determinó construir un museo de sitio con los restos del Calmécac dentro, en el sótano del edificio, donde después de acondicionar la sala, y con ayuda del INAH han determinado que corresponde a la escuela para los hijos de los nobles mexicas. Los trabajos de excavación realizados de 2006 a 2008, fueron realizados con el interés de preservar este patrimonio cultural. El arqueólogo Raúl Barrera dijo al respecto que “es importante resaltar que por primera vez tenemos en el Centro Histórico de la Ciudad de México un vestigio de tal relevancia, que ahora puede ser visitado por el público”.
Las piezas, descubiertas durante exploraciones arqueológicas, se presentan en 20 vitrinas colocadas alrededor de los vestigios del Calmécac. El recinto se ha concebido como una cápsula de tiempo, a través de la exhibición de 45 piezas prehispánicas, 20 de la época colonial y 23 del periodo contemporáneo.

## Colección
Haciendo un contraste permanente entre las 3 épocas de la exposición, las piezas que se exhiben en este lugar también lograron añadir a colecciones tan importantes como en el Museo del Templo Mayor. Algunas de las piezas que conforman esta exposición las podríamos listar de la siguiente manera: 

### Época Prehispánica

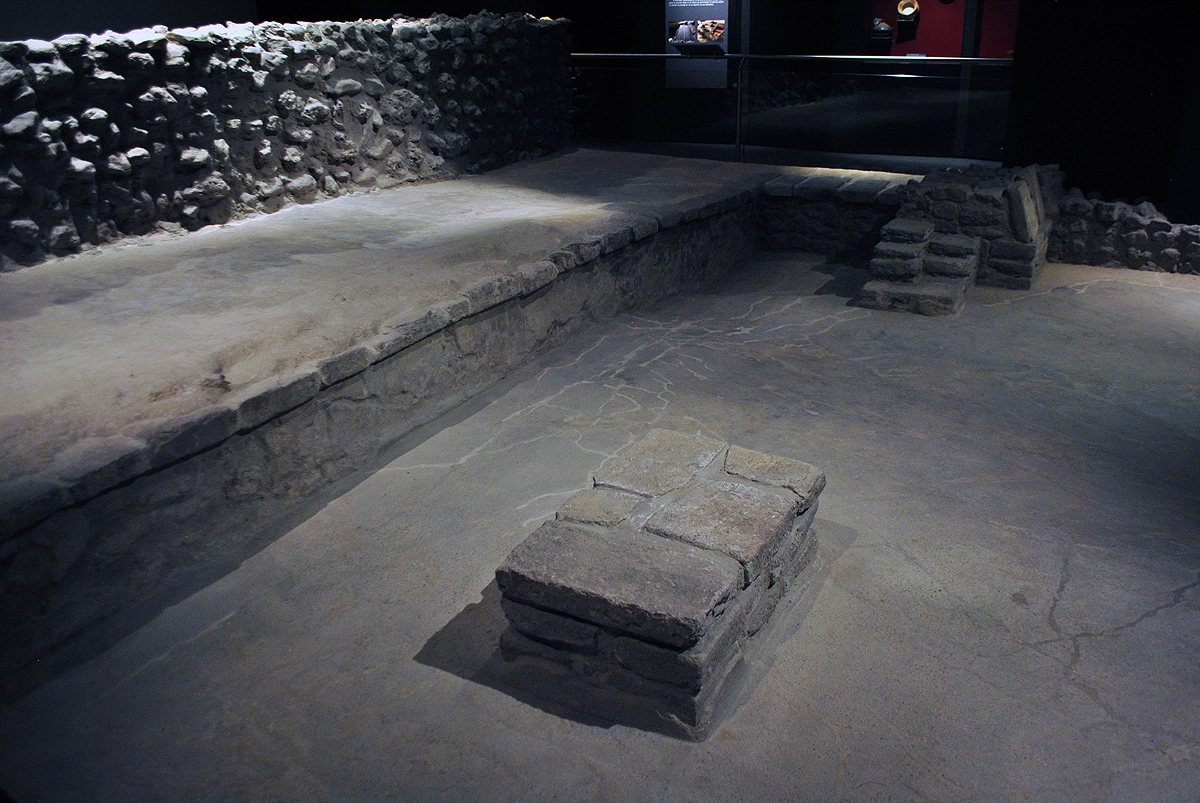
Piso con estuco y pilastras del patio del Calmécac, etapa VII, 1486-1502.

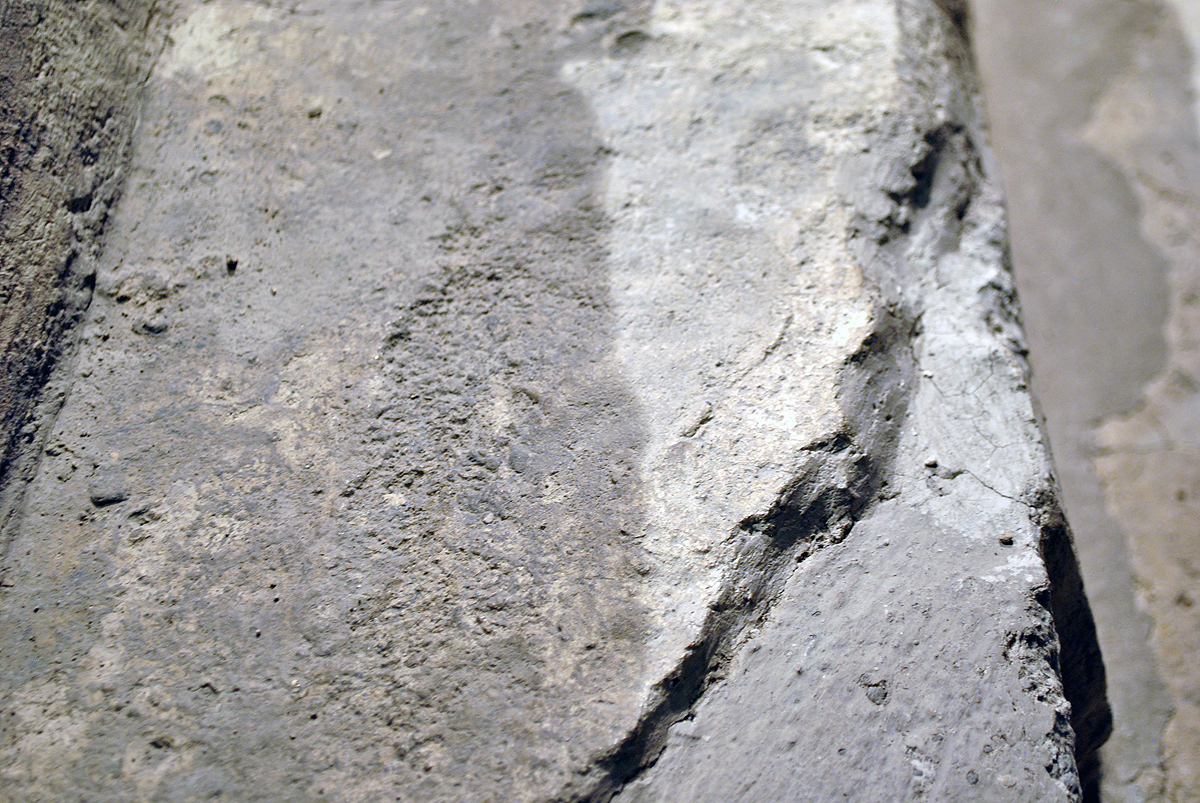
Huella de pie en la escalinata de la etapa VII.

#### Calmécac / vestigios del colegio tenochca
El Calmécac estaba dedicado a la enseñanza de los hijos de los nobles, así como al entrenamiento de los soldados y los futuros sacerdotes de Tenochtitlan. Ahí aprendían diferentes aspectos de su formación, como buenas costumbres y conocimientos de astronomía, literatura, filosofía e interpretación de los códices.
Los vestigios del colegio tenochca, tienen aproximadamente 19 metros de longitud por 8 de ancho, con un acceso de sur a norte. Durante las excavaciones se identificaron tres etapas constructivas, aunque los vestigios que se muestran en este lugar guardan relación con las etapas VI (1486 a 1502) y VII (1502 a 1519) del Templo Mayor de Tenochtitlan.

#### Almenas

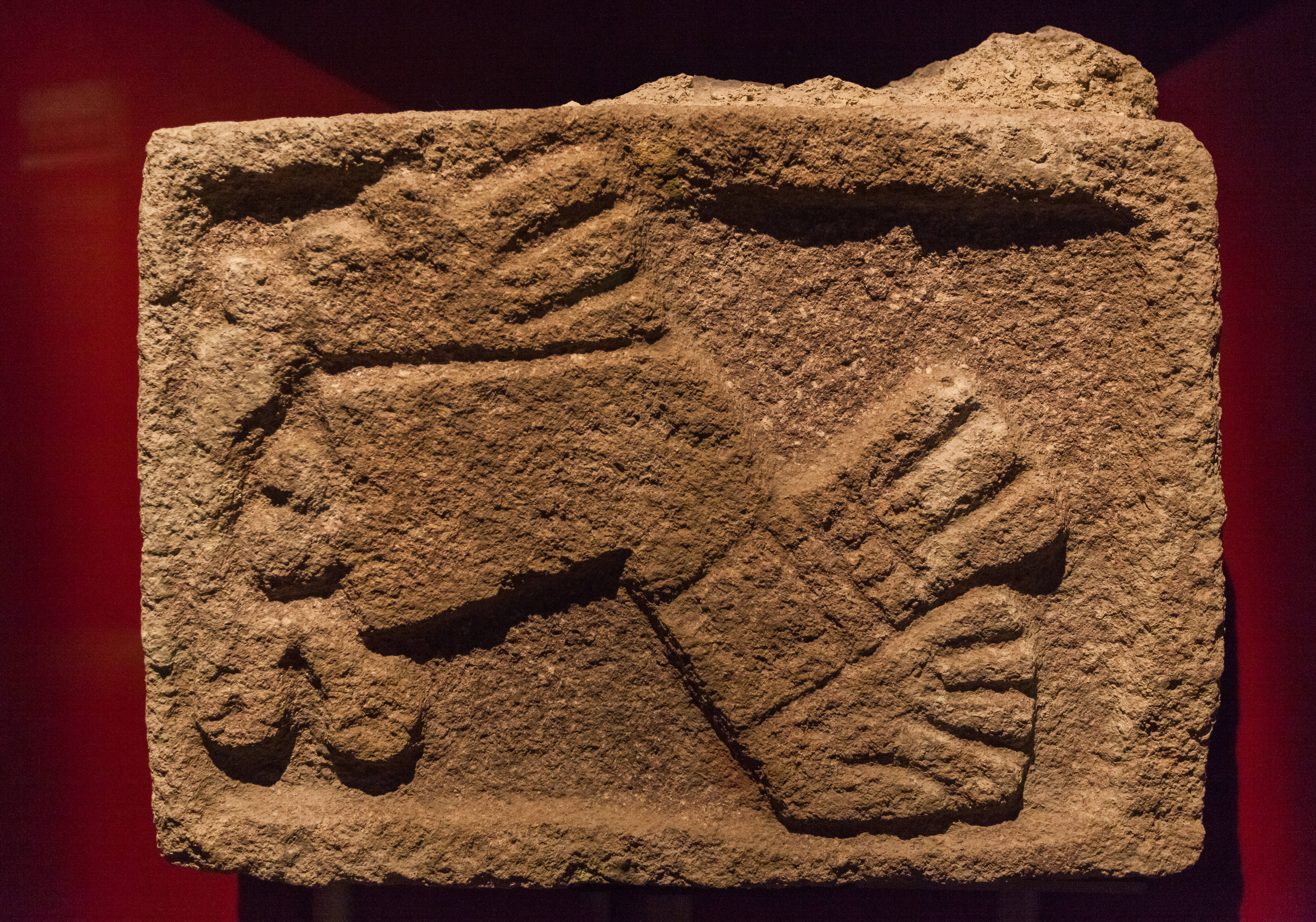
Relieve.

Estas almenas de barro son consideradas uno de los principales elementos arquitectónicos prehispánicos. Se exhiben dos de las siete almenas encontradas a 5.36 metros de profundidad, elaboradas en barro y en forma de un caracol cortado, con elementos que hacen posible referencia a elementos de la naturaleza. Las dimensiones de cada pieza son de 2.38 metros de largo por 1 de ancho; se hallaron completas y en buen estado de conservación, no obstante estar fragmentadas. Las otras cinco almenas se exhiben en el Museo del Templo Mayor.
“Es probable que las almenas hayan decorado la parte superior del Calmécac y por alguna razón fueron retiradas y después depositadas cuidadosamente al pie de las escalinatas como ofrenda”, comentó el arqueólogo del INAH.
He de ahí su nombre debido a su similitud con la arquitectura medieval.

#### Mandíbula Esgrafiada

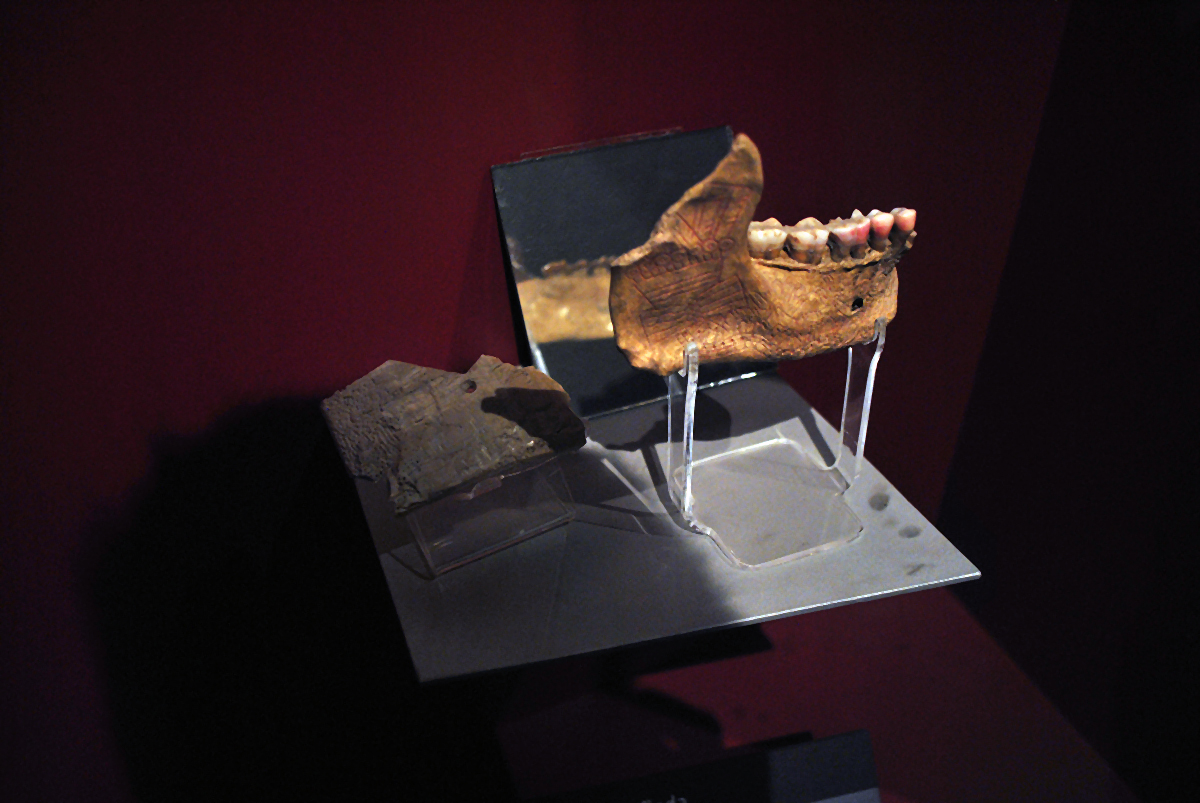
Mandíbula esgrafiada.

La Mandíbula Esgrafiada nos muestra un proceso de tallado en el hueso, en el cual se han grabado imágenes en el exterior de la Xiuhcóatl o Serpiente de Fuego, y en el interior de la Mixcóatl o Serpiente de Nube. Esta técnica, similar al esgrafiado de los edificios, se realizaba inmediatamente después de la muerte, esto se debía a que así al tener los huesos frescos aún, se evitaban las fisuras, o daños que se pudieran efectuar durante el proceso.

### Época Colonial
La colección está integrada por platos, ollas, jarros, candeleros, una patera y una cazuela, que corresponden a cerámica de uso doméstico. Predominan la cerámica vidriada, introducidas en México desde mediados del siglo XVI y finales del XVIII. Otros materiales son fragmentos de figurillas, tejos y cerámica importada, como porcelana china, japonesa y loza fina blanca europea. También se exhiben cuatro basas de columnas, tres ventanas de herrería y una escalera de madera —del siglo XVIII— en forma de caracol.

### Época Contemporánea
En cuanto a la etapa moderna, se exhiben frascos, herraduras, tinteros, un revólver calibre 38 mm, fragmentos de loza, mosaicos y losetas del siglo XX, además de algunos materiales de metal y vidrio.